# Villa multibalteata
Villa multibalteata är en tvåvingeart som beskrevs av Austen 1936. Villa multibalteata ingår i släktet Villa och familjen svävflugor. Inga underarter finns listade i Catalogue of Life.